# حملة قسنطينة (1699-1700)
حملة قسنطينة هي حملة أطلقها باي تونس، مراد الثالث في عام 1699 للاستيلاء على بايلك قسنطينة، الواقع في شرق ايالة الجزائر.

## الخلفية
في عام 1694، وافق داي الجزائر الحاج شعبان على مساعدة بن شاكر في غزو ايالة تونس وتنصيبه بايًا ولكن تحت الوصاية الجزائرية. بدعم من طرابلس، هزمت إيالة الجزائر الجيوش التونسية في معركة الكاف وحصار تونس، وغزت تونس بأكملها باستثناء الجنوب الذي غزته طرابلس. لم يستمر حكم الحاكم الجزائري التابع بن شاكر سوى 6 أشهر قبل أن يثور شعب تونس ويتوج محمد باي المرادي باي تونس مرة أخرى، ويعود من المنفى.
أدت هذه الصراعات إلى تحالف بين سلطان المغرب إسماعيل بن شريف وباي تونس محمد باي ضد داي الجزائر الحاج شعبان. توفي محمد في عام 1696، وخلفه رمضان باي، الذي اغتيل في عام 1699. أخيرًا، قرر مراد الثالث باي إطلاق الحملة على الجزائر مع حلفائه المغاربة. كما وقع تحالفًا مع باشا طرابلس.

## الحملة
في عام 1699، غزت القوات التونسية المعززة بقوات طرابلس بايلك الشرق، في نفس الوقت الذي غزت فيه القوات المغربية بايلك الغرب. وكان الجيش التونسي تحت قيادة مراد الثالث باي و إبراهيم الشريف.
وتقدم التونسيون بسرعة نحو الأراضي الجزائرية، واستولوا على نقاط رئيسية مثل عنابة.
كان باي قسنطينة في ذلك الوقت هو علي خوجة باي. وقد جمع كل القوات الممكنة، وترك الأجزاء الشرقية من البلاد للتونسيين. وبدلاً من ذلك، نظم جيوشه خارج قسنطينة، وانتظر التونسيين، الذين وصلوا قبل ما كان يتوقعه. وفي المعركة التي تلت ذلك هُزم الجزائريون بشكل حاسم، وقُتل علي خوجة إلى جانب 500 جزائري آخر. ثم حاصر مراد المدينة لمدة 3 أشهر دون نجاح يذكر، وبعد ذلك ترك معسكرين، أحدهما في كودياتي والآخر في باردو بالقرب من المدينة لمواصلة الحصار. وبينما حاصرهم التونسيون، أرسل الجزائريون بنجاح ما يسمى ببن زكري إلى الجزائر لطلب التعزيزات على وجه السرعة. في ذلك الوقت، واصل مراد محاصرة قسنطينة، وحاول أيضًا تهدئة مناطق أخرى مثل سطيف. وافق داي الجزائر الحاج مصطفى على إرسال جيش لملاقاة التونسيين في معركة جوامع العلماء.